# Scylacosuchus
Scylacosuchus es un género extinto de sinápsido terocéfalo carnívoro que vivió durante el Pérmico (Lopingiense). Sus fósiles se hallaron en Óblast de Oremburgo, Rusia. Eran depredadores de mediano tamaño de la talla de un perro con una longitud del esqueleto de 95 cm.